# Crash & Bernstein/Episodenliste

Logo zur Serie

Diese Episodenliste enthält alle Episoden der US-amerikanische Comedyserie Crash & Bernstein, sortiert nach der US-amerikanischen Erstausstrahlung. Die Fernsehserie umfasst zwei Staffeln mit 39 Episoden.

## Übersicht
| Staffel | Episoden | Erstausstrahlung USA | Erstausstrahlung USA | Erstausstrahlung (Disney XD Deutschland) | Erstausstrahlung (Disney XD Deutschland) | Erstausstrahlung (Disney Channel Deutschland) | Erstausstrahlung (Disney Channel Deutschland) |
| Staffel | Episoden | Staffelpremiere      | Staffelfinale        | Staffelpremiere                          | Staffelfinale                            | Staffelpremiere                               | Staffelfinale                                 |
| ------- | -------- | -------------------- | -------------------- | ---------------------------------------- | ---------------------------------------- | --------------------------------------------- | --------------------------------------------- |
| 1       | 26       | 8. Oktober 2012      | 9. September 2013    | 6. Mai 2013                              | 13. Dezember 2013                        | 19. Mai 2014                                  | 13. Juni 2014                                 |
| 2       | 13       | 7. Oktober 2013      | 11. August 2014      | 17. März 2014                            | 24. Dezember 2014                        |                                               |                                               |

## Staffel 1
Die Erstausstrahlung der ersten Staffel war vom 8. Oktober 2012 bis zum 9. September 2013 auf dem US-amerikanischen Kabelsender Disney XD zu sehen. Die deutschsprachige Erstausstrahlung sendete der deutsche Bezahlfernsehsender Disney XD vom 6. Mai bis zum 13. Dezember 2013. Die Free-TV-Premiere der ersten Staffel fand vom 19. Mai bis zum 13. Juni 2014 auf dem Free-TV-Sender Disney Channel statt. 
| Nr. (ges.) | Nr. (St.) | Deutscher Titel              | Originaltitel                 | Erstausstrahlung USA | Deutschsprachige Erstausstrahlung (D) |
| ---------- | --------- | ---------------------------- | ----------------------------- | -------------------- | ------------------------------------- |
| 1          | 1         | Hier kommt Crash!            | Crash Lands                   | 8. Okt. 2012         | 6. Mai 2013                           |
| 2          | 2         | Krabbeltier-Tag              | Scaredy Crash                 | 15. Okt. 2012        | 7. Mai 2013                           |
| 3          | 3         | Coach Crash                  | Coach Crash                   | 22. Okt. 2012        | 8. Mai 2013                           |
| 4          | 4         | Crash geht zur Schule        | Educating Crash               | 29. Okt. 2012        | 2. Juni 2013                          |
| 5          | 5         | Party Crasher                | Party Crasher                 | 5. Nov. 2012         | 9. Mai 2013                           |
| 6          | 6         | Die Rettungsaktion           | Home Alone... With Crash      | 12. Nov. 2012        | 10. Mai 2013                          |
| 7          | 7         | Crash und Pesto              | Motorcycle Crash              | 26. Nov. 2012        | 13. Mai 2013                          |
| 8          | 8         | Crash in geheimer Mission    | Undercover Crash              | 14. Jan. 2013        | 14. Mai 2013                          |
| 9          | 9         | System Crash                 | System Crash                  | 21. Jan. 2013        | 15. Mai 2013                          |
| 10         | 10        | Crash ist verliebt           | Crash Crush                   | 28. Jan. 2013        | 16. Mai 2013                          |
| 11         | 11        | Kleiner Crash                | Shorty Crash                  | 4. Feb. 2013         | 17. Mai 2013                          |
| 12         | 12        | Neue Nachbarn                | Release the Crashen           | 11. Feb. 2013        | 20. Mai 2013                          |
| 13         | 13        | Eine wertvolle Lektion       | Cold Hard Crash               | 18. Feb. 2013        | 21. Mai 2013                          |
| 14         | 14        | Die Krankenpfleger           | Crashtagion                   | 25. Feb. 2013        | 22. Mai 2013                          |
| 15         | 15        | Crash wird entführt          | Crash Jacked                  | 4. März 2013         | 4. Nov. 2013                          |
| 16         | 16        | Crash gegen Flex             | Crash vs. Flex                | 11. März 2013        | 5. Nov. 2013                          |
| 17         | 17        | Crashus Maximus              | Crashus Maximus               | 18. März 2013        | 6. Nov. 2013                          |
| 18         | 18        | Wrestle-Wahnsinn             | Crashlemania                  | 25. März 2013        | 7. Nov. 2013                          |
| 19         | 19        | Die Superhelden              | Comic Book Crash              | 15. Apr. 2013        | 8. Nov. 2013                          |
| 20         | 20        | Es lebe Portland!            | Parade Crasher                | 22. Apr. 2013        | 11. Nov. 2013                         |
| 21         | 21        | Ratschläge sind auch Schläge | Crashy McSmartypants          | 25. Juni 2013        | 12. Nov. 2013                         |
| 22         | 22        | Crash ermittelt              | Monster Crash                 | 8. Juli 2013         | 15. Nov. 2013                         |
| 23         | 23        | Cassies Rache                | Crash Asks Too Many Questions | 15. Juli 2013        | 13. Nov. 2013                         |
| 24         | 24        | Echte Männer                 | Crash the Man                 | 22. Juli 2013        | 14. Nov. 2013                         |
| 25         | 25        | Crash in Gefahr – Teil 1     | Crash on the Run (1)          | 9. Sep. 2013         | 13. Dez. 2013                         |
| 26         | 26        | Crash in Gefahr – Teil 2     | Crash on the Run (2)          | 9. Sep. 2013         | 13. Dez. 2013                         |

## Staffel 2
Die Erstausstrahlung der zweiten Staffel war vom 7. Oktober 2012 bis zum 11. August 2014 auf dem US-amerikanischen Kabelsender Disney XD zu sehen. Die deutschsprachige Erstausstrahlung sendete der deutsche Bezahlfernsehsender Disney XD vom 17. März bis zum 24. Dezember 2014. Ein Termin für die Free-TV-Premiere der zweiten Staffel ist bisher nicht bekannt. 
| Nr. (ges.) | Nr. (St.) | Deutscher Titel             | Originaltitel              | Erstausstrahlung USA | Deutschsprachige Erstausstrahlung (D) |
| ---------- | --------- | --------------------------- | -------------------------- | -------------------- | ------------------------------------- |
| 27         | 1         | Nase gut, alles gut         | The Nosejob Job            | 7. Okt. 2013         | 17. März 2014                         |
| 28         | 2         | Halloween in Gefahr         | Health-o-ween              | 14. Okt. 2013        | 31. Okt. 2014                         |
| 29         | 3         | Crash Junior                | Crash Is Having a Baby     | 21. Okt. 2013        | 18. März 2014                         |
| 30         | 4         | Der Becherstapel Wettbewerb | Trash & Bernstein          | 28. Okt. 2013        | 19. März 2014                         |
| 31         | 5         | Verbindungsbrüder           | Frat Chance                | 18. Nov. 2013        | 1. Apr. 2014                          |
| 32         | 6         | Crash, der große Kämpfer    | Action Zero                | 19. Nov. 2013        | 20. März 2014                         |
| 33         | 7         | Wettstreit um Wyatt         | Like Father, Like Purple   | 20. Nov. 2013        | 21. März 2014                         |
| 34         | 8         | Fröhliches Crashenfest      | Merry Crashenfest          | 3. Dez. 2013         | 24. Dez. 2014                         |
| 35         | 9         | Karl, die Ente              | Duck, Duck, Crash          | 7. Juli 2014         | 27. Okt. 2014                         |
| 36         | 10        | Gestrandet                  | Escape from Bigfoot Island | 18. Juli 2014        | 9. Aug. 2014                          |
| 37         | 11        | Crash's Motorradwerkstatt   | Monkey Business            | 21. Juli 2014        | 28. Okt. 2014                         |
| 38         | 12        | Crash im All                | Flushed in Space           | 28. Juli 2014        | 29. Okt. 2014                         |
| 39         | 13        | Doppel-Kopf                 | Double Header              | 11. Aug. 2014        | 30. Okt. 2014                         |